# Soneburgs slott

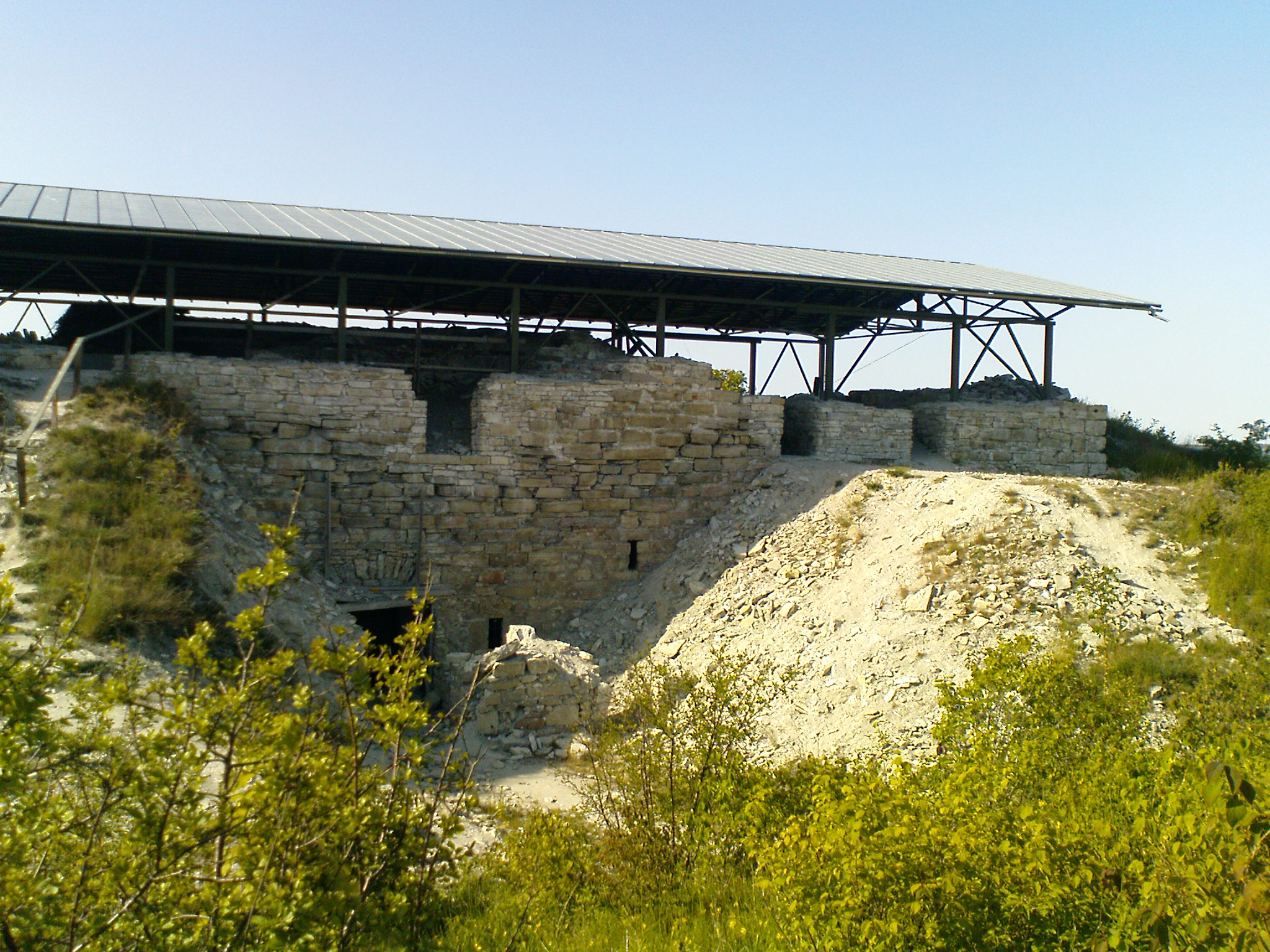
Bostadsborgen från söder (2008).

Soneburgs slott (estn. Maasilinn) är en slottsruin i Maasi by i Orissaare kommun på den estniska ön Ösel (estn. Saaremaa). Slottet fungerade under medeltiden som förvaltningscentrum för östra delen av Ösel och ön Muhu.
Som en del av Georgsnattens uppror år 1343, de estniska böndernas uppror mot Livländska orden, reste sig samma sommar bönderna på Ösel och erövrade ordensfästet Pöide. Efter att bönderna i februari 1345 hade besegrats återstod av fästet endast kyrkan. Livländska orden tvingade därför bönderna att bygga ett ersättande fäste, Soneburg. Byggherre var ordensmästaren Burchard von Dreileben, som i slutet av året efterträddes av Goswin von Herike. Burchards bygge ska ha gett en god och stark fästning men fästet utvidgades under efterträdaren. Fästet bestod till en början av en rektangulär bostadsborg (20,8 x 12,2 m.) innanför en ringmur. Ringmuren omgavs av en vallgrav. Ingången till borgbyggnaden låg i öster. I något skede förlängdes borgen österut med en byggnad som var 26,1 m lång och lika bred som den tidigare, även om murarna var något tjockare än i den äldre delen. Bostadsborgen, som nu hade en yta om 46,9 x 12,2 m., hade tre våningar över hela sin yta. Av dem återstår idag murar med en höjd om knappt 8 m. Huvudingången flyttades till södra långsidan och inne i borgen fanns två hypokaustsystem och två trappor, alla vid södra ytterväggen. Rummen i den nedersta våningen är välvda med kryssvalv på tjocka fyrkantiga pelare.
På borggården har sannolikt under borgfogden Tönnies Übelackers tid (1517–1524) uppförts några byggnader och senare under 1500-talet torn och kanonramper. Den Livländska ordens sammanbrott i slutet av 1550-talet gjorde det möjligt för den danske kungen att i september 1559 köpa Ösel och Kurland för sin bror Magnus räkning. Ordensmästaren ställde sig under den polska kronans beskydd och i början av år 1562 kom polackerna och danskarna överens om att hertig Magnus skulle få Soneburg, halva Wierland och stiftet Kurland. Under de följande åren stred svenskar och danskar om herraväldet över nordvästra Estland. Under dessa strider erövrade i maj 1568 svenska trupper under ledning av Klas Kursell Soneburg. Fästningen återlämnades senare till danskarna och förstördes som obehövlig år 1576. År 2001 genomgick ruinen en omfattande restaurering och är nu tillgänglig för allmänheten.